# سیارک ۱۸۳۲
سیارک ۱۸۳۲ (به انگلیسی: 1832 Mrkos، نامگذاری:1969PC) هزار و هشتصد و سی و دومین سیارک کشف شده‌است که در ۱۱ اوت ۱۹۶۹ کشف شد.
قدر مطلق سیارک برابر ۱۱٫۰۰ است.